# PyGTK
PyGTK é um wrapper para o Python criado por James Henstridge, construído sobre o GIMP Toolkit (GTK) a biblioteca usada pelo GNOME e muitas outras aplicações para Linux. Tem ótimo desempenho, elementos ricos e visual agradável.

## Licença
LGPL.

## Plataformas
Linux/Unix, Windows.

## Vantagens
- Desempenho - PyGTK 0.X (para GTK 1.2) tem um ótimo desempenho. A versão 2.0 (para gtk 2.X) não tem o mesmo desempenho, mas é bem satisfatória.
- Documentação - Bem documentada. Existem bons tutoriais para ambas as versões. Apesar de não haver uma referência completa para PyGTK 0.X, existe uma muito boa para a versão 2.X.
- API - PyGTK usa uma API eficiente, baseada em propagação de sinais e callbacks. Um elemento qualquer emite um sinal, que é propagado "pra cima" até ser capturado e gerar a chamada de um callback.
- IDE - Possui uma ferramenta para construção de interfaces, o Glade, que permite gerar uma referência em XML da interface, que pode ser usada diretamente pela biblioteca.
- Portabilidade - Portar aplicações de PyGTK para Windows é fácil. Normalmente sem trocar o código.

## Desvantagens
- Tamanho do código - Muito do código escrito em PyGTK chega a parecer redundante, mas é necessário. Por exemplo, para usar um elemento qualquer precisamos criá-lo, chamando a classe, configurá-lo através dos seus métodos de configuração, posicioná-lo e por fim mostrá-lo com o método show(). São no mínimo três chamadas de métodos para cada objeto. Como resultado disso, temos arquivos de código fonte imensos. Linhas e mais linhas de código são necessárias para se fazer qualquer coisa. Uma alternativa é usar a biblioteca libglade, que especifica a interface através de um arquivo XML gerado pelo editor de interfaces Glade, diminuíndo consideravelmente o tamanho do código final, com a vantagem da implementação da interface não depender da linguagem de programação escolhida.

## Exemplo de Código
```
import
 
gtk

class
 
HelloWorld
(
gtk
.
Window
):

    
def
 
__init__
(
self
):

        
gtk
.
Window
.
__init__
(
self
)

        
self
.
connect
(
"delete_event"
,
 
gtk
.
main_quit
)

        
self
.
set_border_width
(
10
)

        
self
.
set_title
(
"Hello World!"
)

        
hbox
 
=
 
gtk
.
HBox
()

        
self
.
add
(
hbox
)

        
self
.
button1
 
=
 
gtk
.
Button
(
"Button 1"
)

        
self
.
button1
.
connect
(
"clicked"
,
 
self
.
button_pressed_cb
)

        
hbox
.
pack_start
(
self
.
button1
)

        
self
.
button2
 
=
 
gtk
.
Button
(
"Button 2"
)

        
self
.
button2
.
connect
(
"clicked"
,
 
self
.
button_pressed_cb
)

        
hbox
.
pack_start
(
self
.
button2
)

    
def
 
button_pressed_cb
(
self
,
 
button
):

        
print
 
"Hello again - 
%s
 was pressed"
 
%
 
button
.
get_label
()

if
 
__name__
 
==
 
"__main__"
:

    
win
 
=
 
HelloWorld
()

    
win
.
show_all
()

    
gtk
.
main
()

```